# Radiostation Gliwice
Radiostationen Gliwice är en radiomast med tillhörande byggnader belägen i Gliwice. Höjden 111 m gör att det är den högsta konstruktionen i världen gjord av trä. (Det fanns dock högre: Sendeturm Mühlacker byggt 1934 och sprängt av SS 1945 hade en höjd på 190 m.)
Tornet och tillhörande omkringliggande byggnader utgör ett museum. Det är registrerat som byggnadsminnesmärke.

## Allmänna data
Tornets höjd är 110,7 m, den har fyra våningar på 40,4 m; 55,3 m; 80,0 m och 109,7 m, en form av parabel, storlek vid dess fot är 20 × 20 m och den översta våningen 213 × 213 cm, stege upp till toppen har 365 steg. 
Tornet är byggt av timmerstockar av  icke impregnerat lärk förenat med 16 100 skruvar av mässing. I konstruktionen finns det inte en enda detalj av stål, allt för att undvika effekten av Faradays bur. Tornet beräknas hålla 15-20 år.

## Historia
Den allra första radiostationen i Gliwice har byggts 1925 för att utöka sändningsområde till östliga områden av tyska Schlesien (polska Śląsk). Samtidigt har man byggt en byggnad innehållande en konsertsal, mikrofonstudior, redaktion och radiosändare (av Telefunken) på 1,5 kW som sedan den 15 november 1925 sände på våglängd 253,4 m. Efter tre år ersattes den av en sändare på 5 kW som arbetade till slutet av 1935. Nära byggnaden fanns två stålmaster på 75 m vardera, mellan dessa upphängdes en antenn som liknade bokstaven T. Dessa master finns inte längre, byggnaden är omvandlad till ett sjukhus.
För att ytterligare utöka sändningsområde byggdes en ny sändare med tillhörande mast. Sedan den 22 december 1935 arbetade där en sändare på 8 kW (av Lorenz AG), på frekvensen 1231 kHz, motsvarande våglängd 243,7 m. Vid tornet finns tre byggnader: en innehållande sändarutrustning och två som utgjorde bostäder för stationens arbetare. Radiostudior fanns vid den gamla sändarmasten 4 km därifrån. Signalen skickades till sändaren med en speciell kabel.
Den 31 augusti 1939 genomfördes där en operation närmare känd som Gleiwitzincidenten.
Radiostationen arbetade till januari 1945. I oktober 1945 påbörjades reguljära sändningar av polsk radio då området tilldelades Polen. 1950 övertogs radiosändningar av en annan sändare och i Gliwice har man påbörjat störsändning av Radio Free Europe. Dessa upphörde 1956 då störsändning övertogs av Tjeckoslovakien. Därefter har man i huvudbyggnaden tillverkat radiosändare för olika lokala polska radiostationer, masten har använts för testsändningar. 2005 övertogs hela anläggningen av det lokala museet i Gliwice.

## Nuläget
På tornet finns det ca: 50 olika antenner bland annat mobiltelefoni, räddningstjänst, taxi, lokalradio. Därifrån får man medel som används till underhåll av tornet.

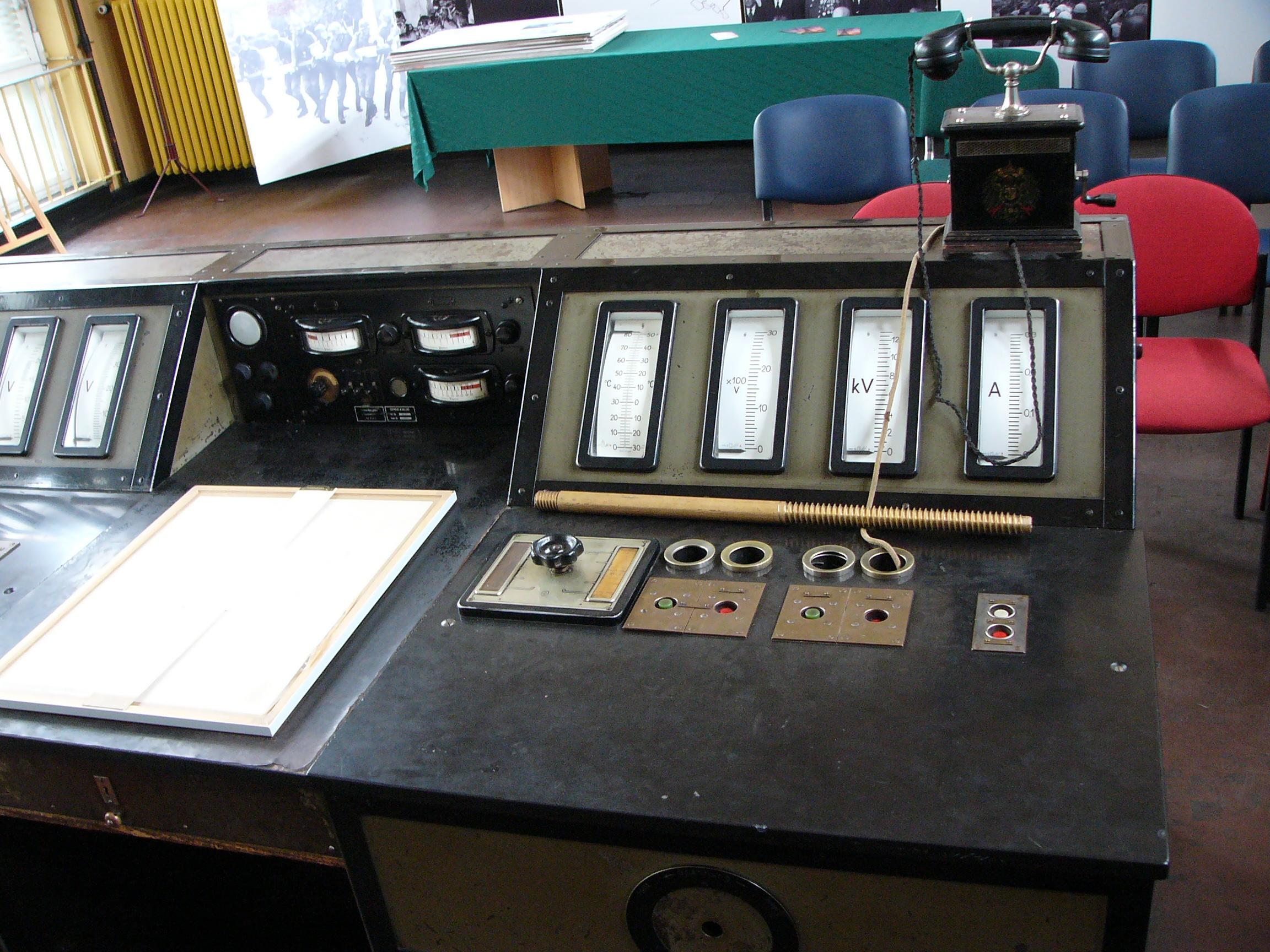
Sändarhall - på manöverpanelen en skruv som används till sammanfogning av tornets element
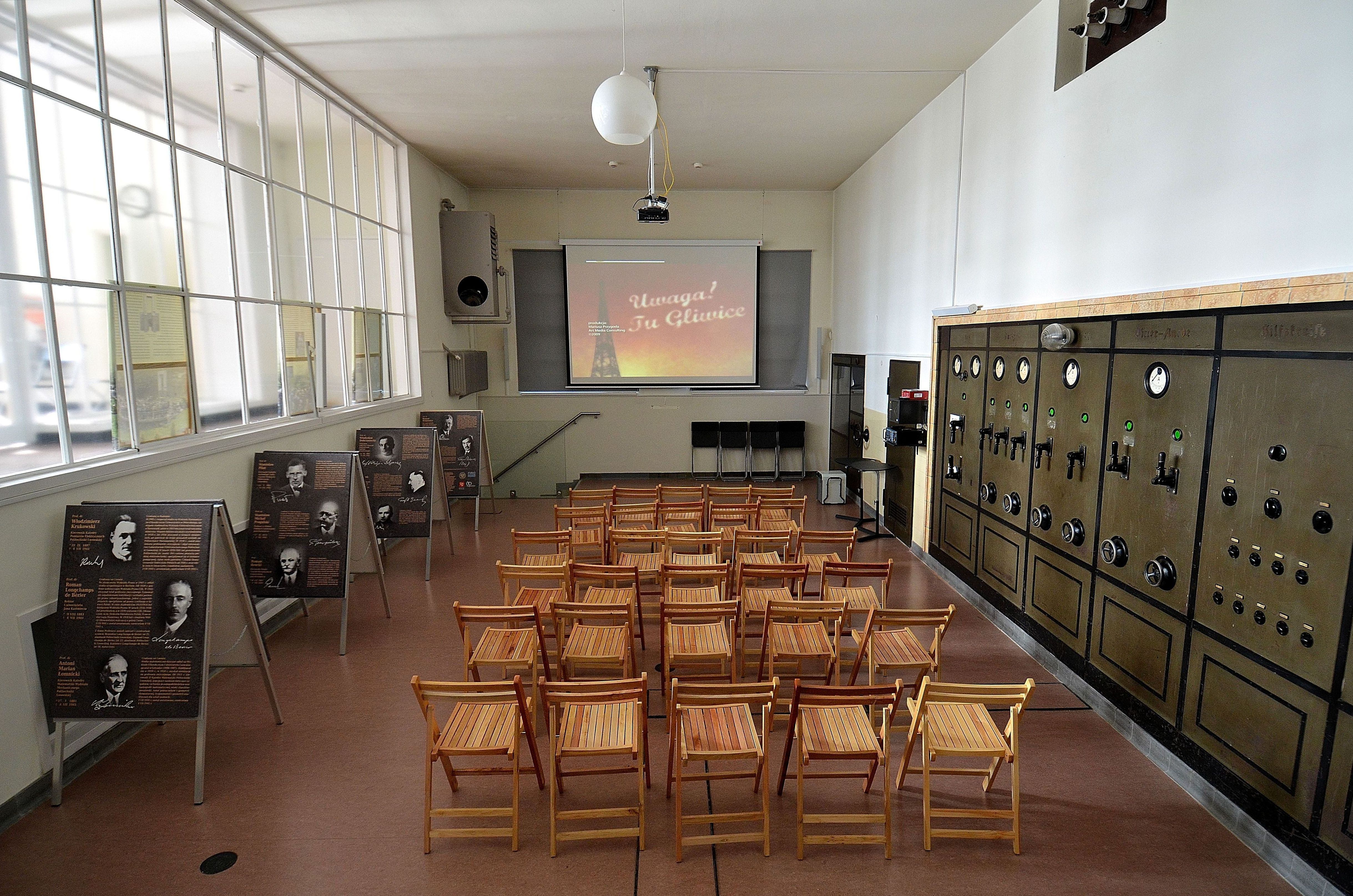
Likriktarhall (nedre bottenvåning)
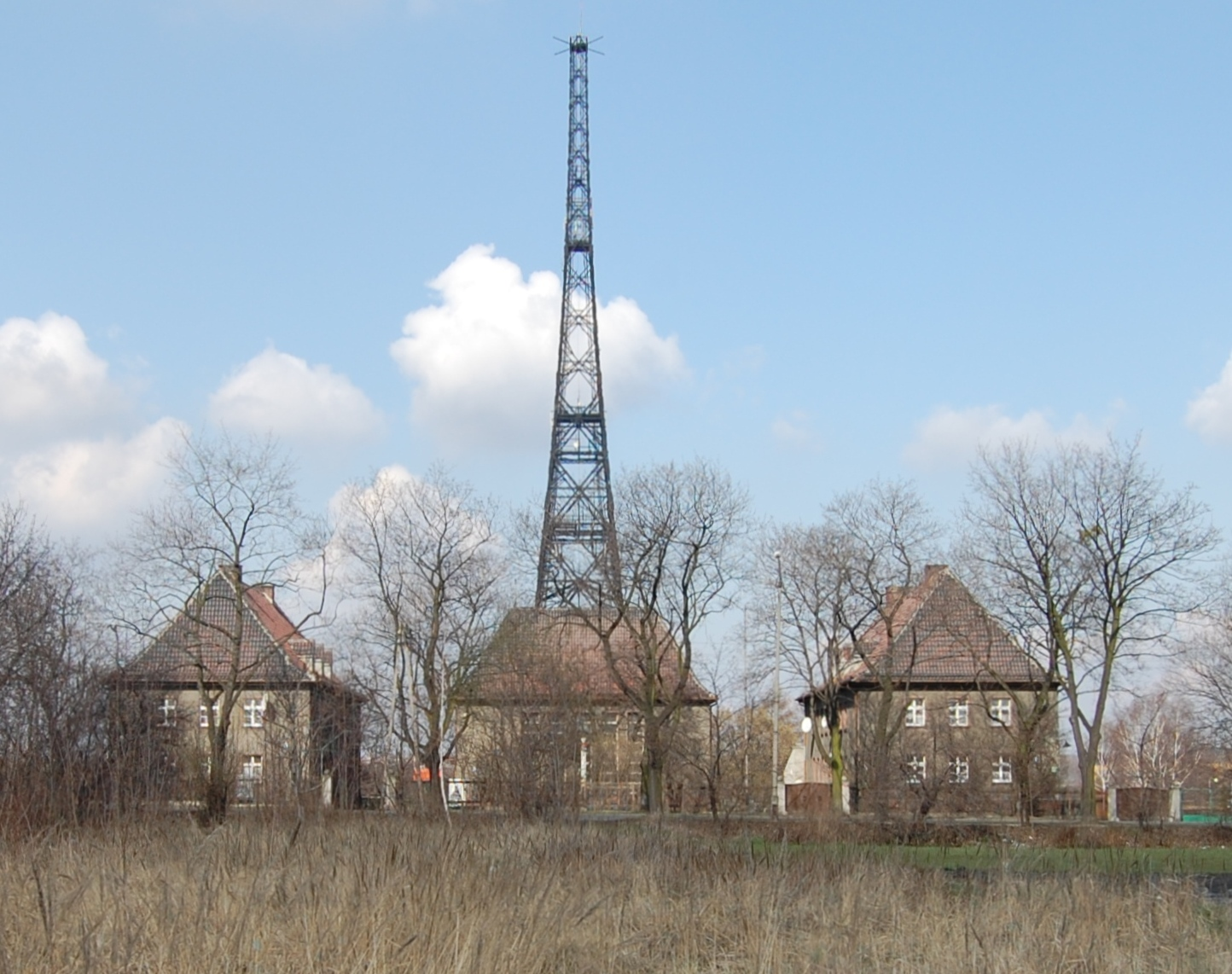
Utsikt över radiostationens byggnader
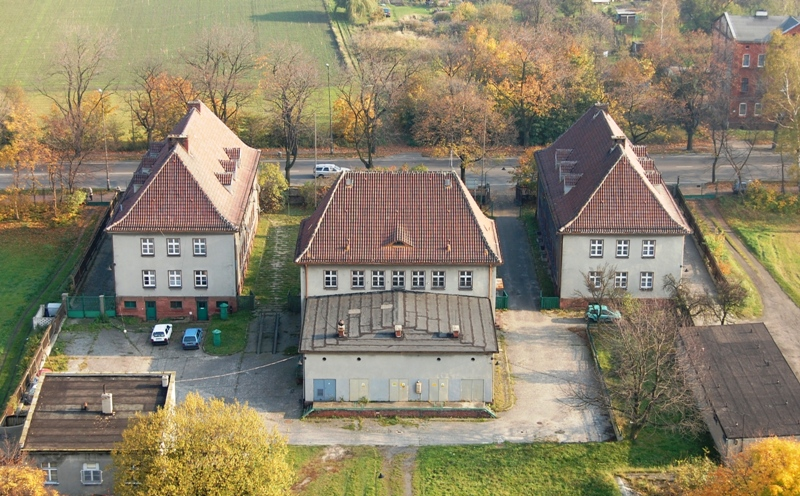
Radiostationens byggnader sedda från tornet (dess halva höjd, 55m)
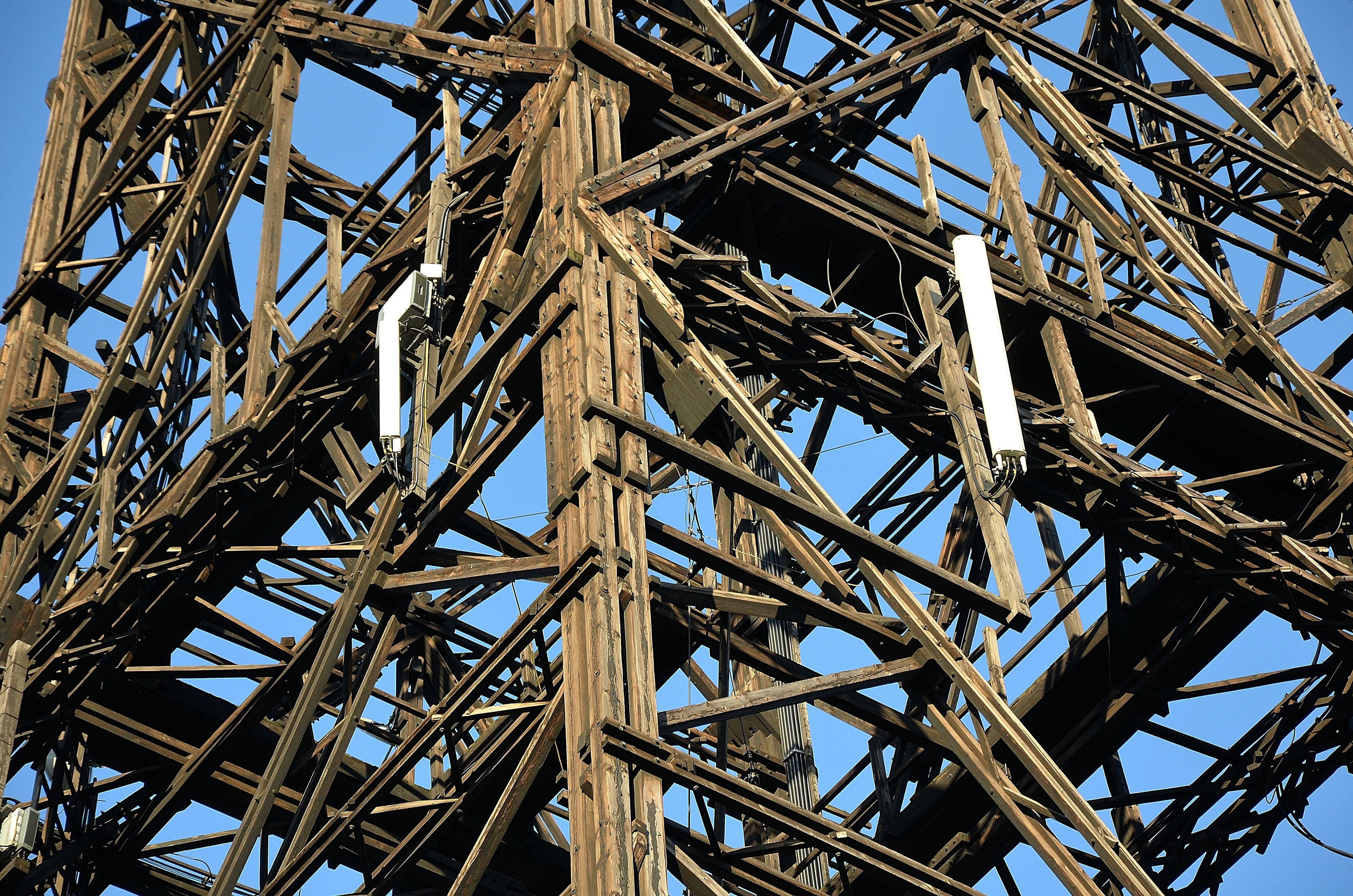
Närbild av tornets träkonstruktion
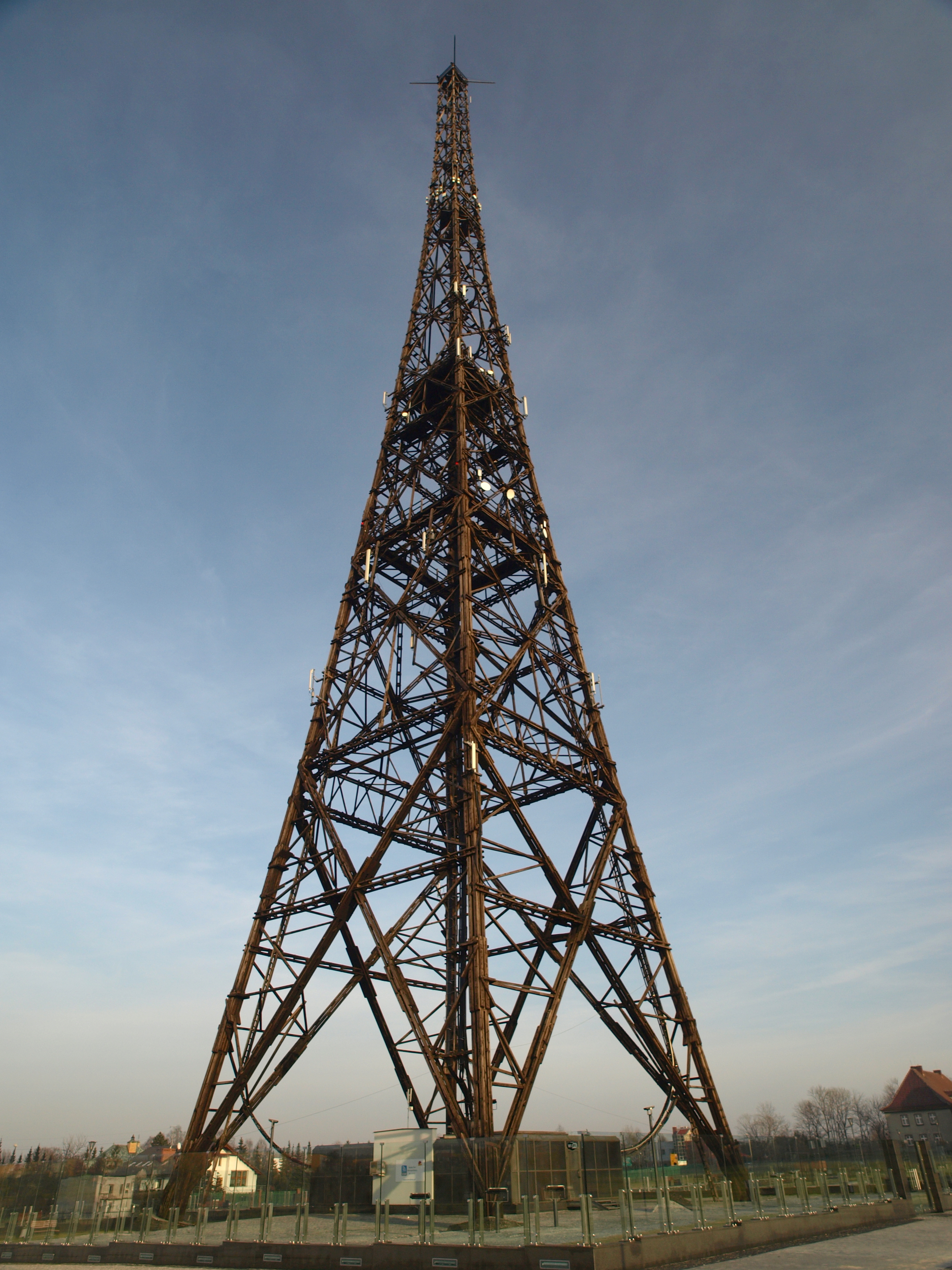
Radiotorn i februari 2011

## Radiostationen i filmer
- Der Fall Gleiwitz, regi Gerhard Klein, DEFA Berlin 1961. Svart-vit film från Östtyskland.
- Operacja Himmler, regi Zbigniew Chmielewski, 1979. Polsk TV-dokumentär. 80 min., färg.
- Cien Radiostacji, regi Krzysztof Magowski, 2003. Polskt 45 minuter långt TV-reportage.